# معاداة النزعة العسكرية
معاداة النزعة العسكريّة (بالإنجليزية: Antimilitarism)، مذهب يناهض الحرب ويعتمد اعتمادًا كبيرًا على نظرية ناقدة للإمبريالية وكانت هدفًا واضحًا لمنظمتي الأممية الأولى والأممية الثانية. وبينما تعتبر السلاميّة أو السلميّة (بالإنجليزية: Pacifism) هي المبدأ القائل بأن النزاعات (بالأخص بين البلدان) ينبغي تسويتها دون اللجوء إلى العنف. يُعرّف بول بي. ميلر معاداة النزعة العسكرية بأنها «أيديولوجية وأنشطة... تهدف إلى الحد من السلطة المدنية للجيش ومنع الحرب الدولية في نهاية المطاف». تُعرّف سينثيا كوكبورن الحركة المعادية للنزعة العسكرية بأنها حركة مناهضة «للحكم العسكري، أو نفقات عسكرية مرتفعة أو فرض قواعد أجنبية في بلدهم». ويشير مارتن سيديل إلى أن معاداة النزعة العسكرية تتساوى أحيانًا مع المهادنة (بالإنجليزية: Pacificism)‏ - المعارضة العامة للحرب أو العنف، إلا في الحالات التي تقتضي فيها الضرورة القصوى لاستخدام القوة لدفع قضية السلام قُدمًا.

## التمييز بين معاداة النزعة العسكرية والسلامية
إن السلامية هي الاعتقاد بأن النزاعات بين الأمم يمكن بل وينبغي تسويتها سلميًا، فهي تعارض الحرب واستخدام العنف كوسيلة لتسوية النزاعات. ويمكن أن تشمل رفض المشاركة في العمل العسكري.
أمّا معاداة النزعة العسكريّة فهي لا ترفض الحرب في شتّى الظروف، لكنها ترفض الاعتقاد أو الرغبة في الحفاظ على منظمة عسكرية كبيرة قوية على استعداد وتأهب تام للحرب، وهذا ما يُعرف بالنزعة العسكرية.

## انتقادات العنف
دعا جورج سوريل - من أنصار النقابيّة اللاسلطويّة - إلى استخدام العنف كشكل من أشكال الحراك المباشر، واصفًا إيّاه بأنه «عنف ثوري» في كتابه تأملات حول العنف (1908) وهو ما يتعارض مع العنف المتأصل في الصراع الطبقي. يمكن ملاحظة أوجه التشابه بين سوريل وجمعية الشغيلة العالمية (آي دبليو إيه) في وضعهم لنظرية دعاية الفعل (بالإنجليزية: Propaganda of the deed) التي تعنى الدعاية المقترنة بأفعال ووقائع تعمل على تثبيت دلالة الفعل الدعائي وتعميقها. هذه الأفعال هي عمل سياسي محدد يهدف إلى أن يكون نموذجًا مثاليًا يحتذي به الآخرون وأن يكون عاملًا محفزًا للثورة، وترتبط دعاية الفعل بشكل أساسي بأعمال العنف التي ارتكبها أنصار الأناركية التمردية في أواخر القرن التاسع عشر وأوائل القرن العشرين، متضمنةً تفجيرات واغتيالات استهدفت الطبقة الحاكمة، لكنها تضمنت أيضًا ممارسات مقاومة سلمية لاعنفية.
يُرسِّم والتر بنيامين في كتابه نقد العنف (1920) اختلافًا بين «العنف الذي يُنشِئ القانون» و«العنف الذي يحفظ القانون» من جهة، و«العنف الإلهي» من جهة أخرى الذي يكسر «الدائرة السحرية» بين كلا النوعين من «عنف الدولة». وما يميز هذين النوعين من العنف أساسًا هو أسلوب عملهما؛ فبينما يعمل العنف الذي يُنشِئ القانون ويحفظ القانون بصورة فعالة عبر سلسلة متصلة من الوسائل والغايات، بحيث تبرر وسائل العنف البدني الغايات السياسية-القضائية للقانون، فإن مفهوم بنيامين «العنف الإلهي» فريد من نوعه إذ أنه عنف غير دموي «بوسائل نقية» التي من خلالها يتم تدمير القانون بحد ذاته. المثال الذي قدمه بنيامين في مقاله هو الإضراب العام الذي يعتبر عنصرًا أساسيًا في كتاب سوريل تأملات حول العنف (استُشهِد في هذا المقال من قِبل بنيامين). إن «العنف الذي يحفظ القانون» يعادل تقريبًا احتكار الدولة للعنف المشروع. إن «العنف الذي يُنشِئ القانون» هو العنف الأصلي الضروري لإقامة دولة. «العنف الثوري» يخرج نفسه من نطاق القانون عبر تحطيم منطقه الفعال للعنف (أي تعميمه للعنف كوسيلة لإقامة سلطته والحفاظ عليها وإنفاذها).
أظهر جورجيو أغامبين الصلة النظرية بين القانون والعنف التي سمحت للمفكر النازي كارل شميت بتبرير «حالة الاستثناء» باعتبارها أحد سمات السيادة. وهكذا فإن تعليق القانون إلى أجل غير مسمى لا يمكن أن يُمنع إلا بخرق هذه الصلة بين العنف والحق.

## آراء هنري ديفد ثورو المعادية للنزعة العسكرية
مقال هنري ديفد ثورو عام 1849 بعنوان «العصيان المدني» (انظر النص)، الذي عُنوِن بدايةً «مقاومة الحكومة المدنية»، يمكن اعتباره وجهة نظر معادية للنزعة العسكرية. إن رفضه لدفع الضرائب يُبرَّر باعتباره فعل احتجاجي ضد العبودية وضد الحرب المكسيكية الأمريكية، وفقًا لممارسات العصيان المدني. بين عامي (1846-1848)، كتب في مقاله أن الفرد ليس لديه التزامات تجاه أغلبية الدولة. بل يجب على الفرد «أن يخلّ بالقانون» إذا كان ذلك القانون «ذا طبيعة تتطلب منك أن تكون عنصرًا ظالمًا للآخر»

## الرأسمالية والمجمع العسكري-الصناعي
كثيرًا ما رأى الأدب المعادي للنزعة العسكرية في الرأسمالية سببًا رئيسيًا للحروب، وهو تأثير صيغ ضمن نظرية من قِبل فلاديمير لينين وروزا لوكسمبورغ تحت اسم «الإمبريالية». اتُّهم المجمع العسكري الصناعي «بممارسة الضغوط من أجل الحرب» سعيًا وراء المصالح الاقتصادية أو المالية الخاصة.
عارضت منظمة الأممية الثانية مشاركة الطبقات العاملة في الحرب، وقد جرى تحليل ذلك كمنافسة بين مختلف الطبقات البرجوازية الوطنية ومختلف أشكال إمبريالية الدولة. أدّى اغتيال الزعيم الاشتراكي الفرنسي جان جوريس قبل أيام من إعلان الحرب العالمية الأولى إلى مشاركة واسعة في الحرب القريبة آنذاك. في كتيّبه الشهير المريخ أو الحقيقة وراء الحرب (1921)، ينتقد إميل تشارتير المعروف باسم آلان الدمار الذي أحدثته النزعة العسكرية، مظهرًا أن الوطنية لم تكن هي من أجبر الجنود على القتال، إنما الحراب التي خلفهم.
بعد الحرب العالمية الثانية، أصدر الرئيس الأمريكي أيزنهاور عام 1961 تحذيرًا حول تأثير «المجمع العسكري-الصناعي».